# Liebesgrüße aus Tirol
Liebesgrüße aus Tirol ist ein österreichischer Spielfilm von Franz Antel aus dem Jahr 1964.

## Handlung
Eigentlich wollte Rena mit ihrem Vater, dem dänischen Konsul in Deutschland, nach Kitzbühel in den Sommerurlaub fahren. Der jedoch ist beruflich verhindert und so fährt Rena mit ihrer besten Freundin Susi und ihrem neuen Freund Robert. Der ist zwar adelig, aber fast pleite und hatte eigentlich gehofft, Rena nach einem gemeinsamen Liebesurlaub zur Hochzeit bewegen zu können, um anschließend seine Schulden mit ihrem Geld zu begleichen. Als er hört, dass er nur das fünfte Rad am Wagen sein soll, versucht er, dies zu vereiteln: Heimlich storniert er die gebuchten Zimmer der beiden Frauen in Kitzbühel in der Hoffnung, dass zumindest Rena mit ihm im Zelt übernachten muss.
Das nun freie Zimmer bucht Professor Stefan Burger, ein Kinderpsychologe. Der ist Susis Universitätslehrer und sie in ihn heimlich verliebt. Stefan muss beruflich nach Kitzbühel, gilt er doch als ein Kandidat für den leitenden Posten einer zu eröffnenden Schule für schwer erziehbare Kinder. Die Schule soll auf Schloss Itter entstehen, das sich die schwerreiche Amerikanerin Mrs. Applewhite gekauft hat. Sie bestimmt auch über die Leitung der Einrichtung.
In Kitzbühel stehen Rena und Susi ohne Zimmer da und schlagen dem frohlockenden Robert ein Schnippchen, indem sie im ausgebuchten Hotel als Rezeptionistin und Zimmermädchen zu arbeiten beginnen. Susi ist glücklich, als sie erfährt, dass Stefan Burger ebenfalls im Hotel wohnt und hat plötzlich Mrs. Applewhite am Telefon, die Stefan innerhalb einer Stunde auf dem Schloss sehen will – natürlich mit seinen Kindern, da er sonst für den Posten ungeeignet sei. Stefan jedoch ist zum Mittagessen gegangen und so geht Rena als Kind verkleidet auf das Schloss und gibt sich als Stefans Tochter aus. Mrs. Applewhite ist begeistert und beschließt, mehrere Tage in Kitzbühel zu bleiben. Der überraschte Stefan wird in den Schwindel eingeweiht, glaubt jedoch, dass Rena in Wirklichkeit tatsächlich ein Kind sei, nur eben nicht seines. Alles geht gut, doch müssen Susi und Rena immer wieder auf der Hut vor Robert sein. Susi hat sich außerdem in den Hotelchef Thomas verliebt, der hinter all der Heimlichtuerei um Rena, Susi und Stefan eine Affäre Susis vermutet.
Kurz vor der Vertragsunterzeichnung entdeckt Mrs. Applewhite den Koffer Renas mit deren Papieren. Sie weiß nun, dass Rena nicht Stefans Tochter und zudem schon 18 Jahre alt ist. Verschiedene Versuche, beide zum Aufdecken des Schwindels zu bewegen, werden durch Zufälle durchkreuzt. Erst, als Stefan den Vertrag unterzeichnen soll und dort den Passus liest, der ihn verpflichtet, „mit seiner Tochter Rena“ auf das Schloss zu ziehen, weigert er sich. Mrs. Applewhite hält ihm vor, dass Rena weder Kind noch Tochter ist und Stefan ist überrascht, als er das Alter Renas erfährt. Bevor er sie provozieren kann, ihr Alter zuzugeben, erscheinen Susi, Robert und Konsul Larsen auf Schloss Itter und decken den Schwindel auf. Wütend reist Stefan ab. Am Bahnhof holt ihn Rena ein und beide gestehen sich ihre Liebe.
Es kommt zum Happy End: Susi und Thomas werden ein Paar, zumal Susi Gefallen am Gastgewerbe gefunden hat. Mrs. Applewhite übergibt die Leitung der geplanten Schule an Stefan, der wiederum Rena heiraten wird.

## Produktion

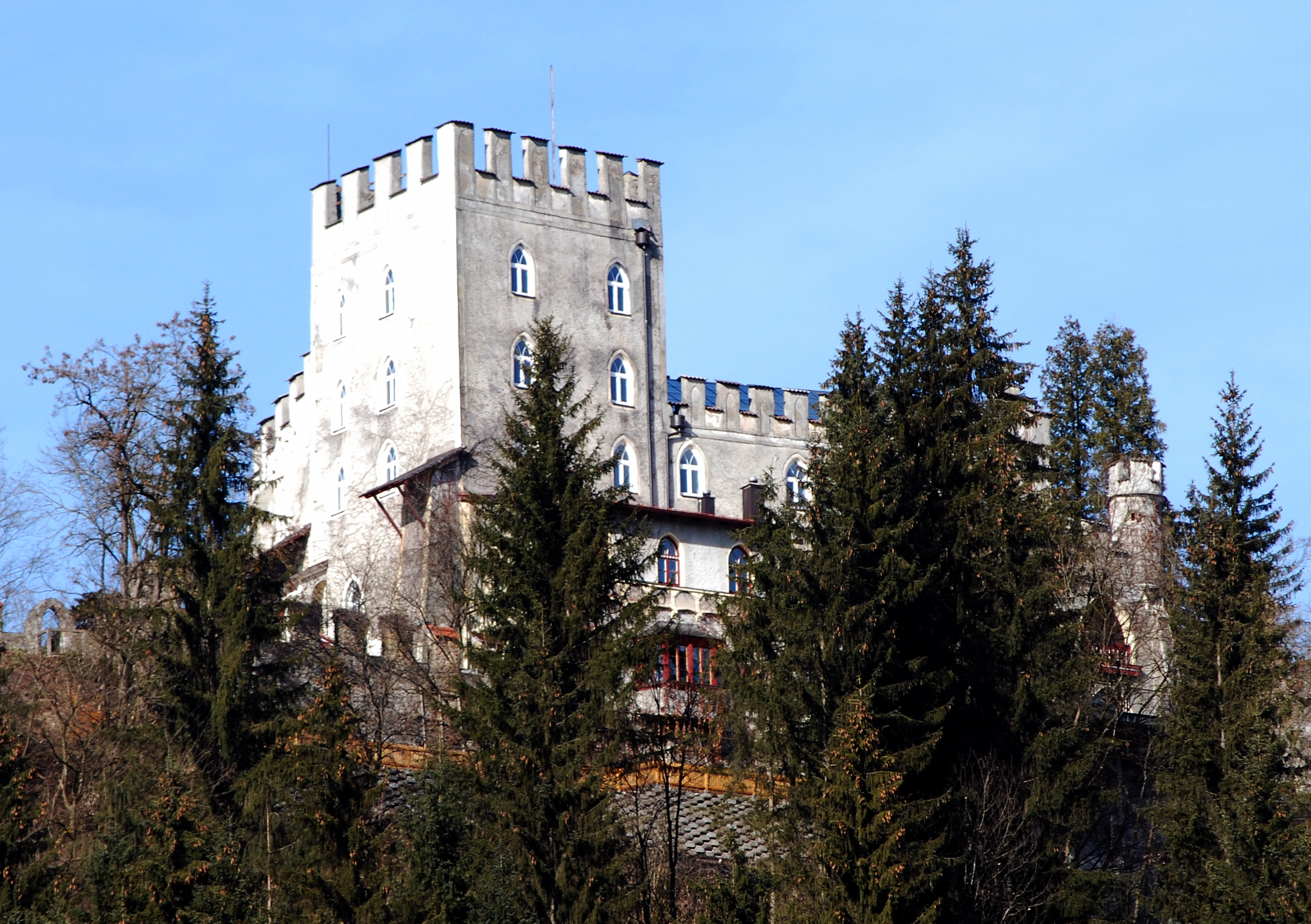
Schloss Itter, ein Drehort des Films

Der Film wurde in den Ateliers der Wien-Film in Wien gedreht. Die Außenaufnahmen fanden in Kitzbühel und auf Schloss Itter statt. Liebesgrüße aus Tirol kam am 8. Januar 1965 in die Kinos.
Gitte Hænning singt im Film folgende Schlager:
- Dann denke ich immer an Liebe (Gietz/Bradtke)
- Das ist der Bluebeat (Gietz/Hertha)
- Kleine Mädchen haben brav zu sein (Henning/Nachmann)
- Drei ganz bestimmte Worte (Henning/Nachmann)

Zudem tritt im Film Bill Ramsey auf und singt den Titel Ein Student aus Heidelberg.

## Kritik
Das Lexikon des Internationalen Films bezeichnete Liebesgrüße aus Tirol als „flaue Unterhaltungsmischung, die auch durch fünf magere Schlagernummern kaum schmackhafter wird“. Andere Kritiker meinten, dass Filme wie Liebesgrüße aus Tirol, Hochzeit am Neusiedlersee und Unsere tollen Tanten „nur mehr als ‚Eintopfgerichte‘ aus Schlagern, etwas Landschaft […] und derber Komik zu bezeichnen [sind]. Die Handlung ist Vorwand, um die üblichen Schlagerstars auftreten zu lassen.“ Im Gegensatz dazu findet der Evangelische Film-Beobachter Gefallen an dem Streifen: „Abwechslungsreiche und zum großen Teil gut gespielte Unterhaltung aus dem unverwüstlichen Österreich. Besser als viele seiner Art.“